# 카스텔산로렌초
카스텔산로렌초(이탈리아어: Castel San Lorenzo)는 이탈리아 캄파니아주 살레르노도에 위치한 코무네다. 아콰라, 로카다스피데, 펠리토와 경계를 두는 실렌토 중심부에 위치해 있다.

## 카스텔산로렌초 DOC
이탈리아 포도주(레드, 화이트, 로제)의 하나인 카스텔산로렌초(Castel San Lorenzo) DOC 브랜드가 이 지역에서 나온다.